# Macronassa pariter
Macronassa pariter är en kräftdjursart som först beskrevs av J. L. Barnard 1969.  Macronassa pariter ingår i släktet Macronassa och familjen Lysianassidae. Inga underarter finns listade i Catalogue of Life.